# إفريقيا تكافح الملاريا
أفريقيا تكافح الملاريا (بالإنجليزية: Africa Fighting Malaria)‏ أو اختصاراً AFM هي منظمة غير حكومية مقرها في واشنطن العاصمة، الولايات المتحدة وجنوب أفريقيا والتي تنص على أنها «تسعى إلى تثقيف الناس حول آفة الملاريا وتعزيز الاقتصاد السياسي لمكافحة الملاريا». المنظمة عموما «تعزز الحلول القائمة على السوق والحرية الاقتصادية باعتبارها أفضل السبل لضمان تحسين الرفاهية وطول العمر المتوقع في البلدان الفقيرة»، حسب البيان المالي. تأسست في عام 2000 من خلال إجراء مفاوضات استكهولم بشأن الملوثات العضوية الثابتة، وكان التركيز على تعزيز إعفاء الصحة العامة لمبيد الحشرات (دي. دي. تي) في مكافحة الملاريا. حسب الموقع الحالي، مهمتها هي «جعل مكافحة الملاريا أكثر شفافية واستجابة وفعالية من خلال تحميل المؤسسات العامة المسؤولية عن تمويل وتنفيذ سياسة دولية فعالة ومتكاملة لمكافحة الملاريا.»
ووفقا لمصلحة الضرائب المنظمة تنفق المال كليا على الإدارة التنفيذية، دون أي نفقات برامج من أي نوع. وقد تم وصفها بأنها منظمة واجهة أنشأت لتشويه سمعة دعاة حماية البيئة. وفي الوثائق التي تم الحصول عليها خلال قضايا الدولة ضد شركات التبغ، وصف المؤسس روجر بيت أهداف المنظمة كجزء من إستراتيجية أكبر لتصوير أنصار البيئة على أنهم غير مبالين بالأفارقة السود.

## وصلات خارجية
- الموقع الرسمي